# یواس‌اس روش (دی‌ئی-۱۹۷)
یواس‌اس روش (دی‌ئی-۱۹۷) (به انگلیسی: USS Roche (DE-197)) یک کشتی بود که طول آن ۳۰۶ فوت (۹۳ متر) بود. این کشتی در سال ۱۹۴۴ ساخته شد.